# Saint-Martin-de-Bossenay
Saint-Martin-de-Bossenay település Franciaországban, Aube megyében. Lakosainak száma 350 fő (2022. január 1.). Saint-Martin-de-Bossenay La Fosse-Corduan, Gélannes, Marigny-le-Châtel, Ossey-les-Trois-Maisons, Pars-lès-Romilly, Rigny-la-Nonneuse és Saint-Loup-de-Buffigny községekkel határos.

## Népesség
A település népessége az elmúlt években az alábbi módon változott:
| Lakosok száma | 309  | 324  | 309  | 371  | 363  | 364  | 368  | 366  | 365  | 350  |
|               | 1968 | 1982 | 1990 | 2006 | 2013 | 2015 | 2017 | 2019 | 2020 | 2022 |